# 羅穆利鄉
47°32′N 24°26′E / 47.533°N 24.433°E
羅穆利鄉（羅馬尼亞語：Comuna Romuli, Bistrița-Năsăud），是羅馬尼亞的鄉份，位於該國西北部，由比斯特里察-訥瑟烏德縣負責管轄，面積102平方公里，海拔高度580米，2007年人口1,729，人口密度每平方公里17人。